# 角田清美
角田 清美（すみだ きよみ、男性、1947年 - ）は、日本の地理学者。佐賀県出身。

## 来歴
1966年駒澤大学文学部地理歴史学科地理学専攻入学、1970年同地理学科卒業。同大学院修士課程修了、同博士課程満期退学。恩師に大和英成、小池一之（自然地理ゼミ顧問）、多田文男ならびに中野尊正、貝塚爽平
。
東京都立小平南高等学校、北多摩高等学校など都立高校教諭を経て、2008年より専修大学、 法政大学、駒澤大学の各大学で非常勤講師を務める

。
青梅市文化財保護指導員、国立市文化財保護審議会委員、東京雑学大学講師を歴任。
著書に『多摩川流域と他地域の古井戸についての比較研究』『多摩川上流域の陸水学的研究：特に奥多摩湖から羽村堰まで』『日野台地の開発と水文環境の変化』『多摩川流域および周辺地域の文化的遺産としての古井戸に関する研究』など。

## 著書
「国立国会図書館サーチ」を参照

## 講演など
- 2010年8月22日　日本第四紀学会「郷土の自然と歴史ー普及と教材化」[8]
- 2012年6月24日　小金井雑学大学「多摩地方の河川と自由地下水」
- 2014年10月10日　たましん地域文化財団・東京市町村自治調査会「武蔵野台地の河川と水環境」[9]